# فتح‌آباد (سمیرم)
فتح‌آباد (سمیرم)، شهری از توابع بخش وردشت شهرستان سمیرم در استان اصفهان است. شهر فتح‌آباد در شمال شهرستان سمیرم در ۱۶۰ کیلومتری جنوب غربی اصفهان در دشتی وسیع و هموار واقع شده  که کوه‌های سر به فلک کشیده رشته کوه زاگرس آن را احاطه کرده اند.

## موقعیت جغرافیایی
شهر فتح‌آباد مرکز بخش وردشت می‌باشد و در شمال شهرستان سمیرم با فاصله‌ی تقریبی ۲۳ کیلومتر از سمیرم و ۱۸۰کیلومتر از اصفهان قرار گرفته‌است.
به علت کوهستانی بودن منطقه و وجود ارتفاعات متعدد و همچنین اختلاف ارتفاع در نقاط مختلف شهرستان دما و رطوبت در سطح منطقه نوسانات زیادی را نشان می‌دهد.
تعداد روزهای یخبندان بین ۸۰ تا ۱۰۰ روز در سال متغیر بوده که از مهرماه شروع شده وتا اواخر اردیبهشت ادامه می‌یابد. اولین سرما در اثر یخبندان در اواخر مهر وآخرین سرما در اثر یخبندان انتقالی و تشعشعی در اواخر فرودین ماه اتفاق می‌افتد.

## پوشش گیاهی
مهم‌ترین تیپ‌ها وگونه‌های گیاهی مراتع منطقه شامل انواع گون، خوشک، جووحشی، جاشیرمی باشد. پوشش جنگلی منطقه نیز مشتمل برگونه‌های ارجن و سیب که به علت مصارف سوختی و چرایی بیش از حد عشایر روستائیان تقریباً از بین رفته‌است.

## جمعیت
این شهر در بخش وردشت قرار دارد و براساس سرشماری مرکز آمار ایران در سال ۱۳۸۵، جمعیت آن ۱٬۲۱۸ نفر (۲۸۳خانوار) بوده‌است.
جمعیت فتح‌آباد بر اساس سرشماری سال ۱۳۹۰، ۱۵۲۲ نفر و ۴۲۰ خانوار می‌باشد.
بر اساس آخرین سرشماری مرکز آمار ایران در سال ۱۳۹۵، جمعیت شهر ۲۰۲۳ نفر (۵۸۲ خانوار) است.

## مردم
ساکنین این شهر  از ایل قشقایی و طایفهٔ دره شوری هستند و به زبان ترکی قشقایی تکلم می‌کنند.

## تبدیل به شهر
در تاریخ ۲۷ اسفند ۱۳۹۷ هجری شمسی دکتر رحمانی فضلی در ابلاغیه‌ای به رضایی استاندار اصفهان با تبدیل روستای فتح آباد مرکز بخش وردشت شهرستان سمیرم به شهر موافقت کرد.